# 1. deild Wysp Owczych (2013)
W roku 2013 odbyła się 70. edycja 1. deild Wysp Owczych – drugiej ligi piłki nożnej Wysp Owczych. W rozgrywkach brało udział 10 klubów z całego archipelagu. Drużyny z pierwszego i drugiego miejsca uzyskały prawo gry w Effodeildin - najwyższym poziomie ligowym na archipelagu. W sezonie 2013 były to: B68 Toftir oraz Skála ÍF. Dwie ostatnie drużyny (TB II Tvøroyri i B71 Sandoy) zostały zdegradowane do 2. deild.

## Uczestnicy
| Uczestnicy 1. deild Wysp Owczych 2012                                                                         | Uczestnicy 1. deild Wysp Owczych 2012 | Uczestnicy 1. deild Wysp Owczych 2012 | Uczestnicy 1. deild Wysp Owczych 2012 |
| --- | ------------------------------------- | ------------------------------------- | ------------------------------------- |
| SKÁ | Skála ÍF                              | 3                                     |                                       |
| HBII | HB II Tórshavn                        | 4                                     |                                       |
| KÍII | KÍ II Klaksvík                        | 5                                     |                                       |
| VÍKII | Víkingur II Gøta                      | 6                                     |                                       |
| EBSII | EB/Streymur II                        | 7                                     |                                       |
| B71 | B71 Sandoy                            | 8                                     |                                       |
| Spadek z Effodeildin 2012                                                                                     |                                       |                                       |                                       |
| B68 | B68 Toftir                            | 9                                     |                                       |
| FCS | FC Suðuroy                            | 10                                    |                                       |
| Awans z 2. deild 2012                                                                                         |                                       |                                       |                                       |
| B36II | B36 II Tórshavn                       | 1                                     |                                       |
| TB II | TB II Tvøroyri                        | 2                                     |                                       |
| Oznaczenia: - kolumna pierwsza – skróty nazw drużyn, - kolumna trzecia – miejsce zajęte w poprzednim sezonie. |                                       |                                       |                                       |

## Tabela ligowa
| Lp. | Drużyna            | M  | Z  | R | P  | Bramki | Bramki | Różn. | Pkt | Uwagi                |
| --- | ------------------ | -- | -- | - | -- | ------ | ------ | ----- | --- | -------------------- |
| 1   | B68 Toftir (M) (A) | 27 | 16 | 8 | 3  | 75     | 31     | +44   | 56  | Awans do Effodeildin |
| 2   | Skála ÍF (A)       | 27 | 14 | 6 | 7  | 74     | 41     | +33   | 48  | Awans do Effodeildin |
| 3   | HB II Tórshavn     | 27 | 15 | 3 | 9  | 64     | 42     | +22   | 48  |                      |
| 4   | FC Suðuroy         | 27 | 13 | 4 | 10 | 64     | 50     | +14   | 43  |                      |
| 5   | B36 II Tórshavn    | 27 | 13 | 4 | 10 | 63     | 49     | +14   | 43  |                      |
| 6   | Víkingur II Gøta   | 27 | 10 | 4 | 13 | 47     | 55     | −8    | 34  |                      |
| 7   | EB/Streymur II     | 27 | 9  | 5 | 13 | 45     | 63     | −18   | 32  |                      |
| 8   | KÍ II Klaksvík     | 27 | 9  | 3 | 15 | 50     | 56     | −6    | 30  |                      |
| 9   | TB II Tvøroyri (S) | 27 | 8  | 4 | 15 | 42     | 75     | −33   | 28  | Spadek do 2. deild   |
| 10  | B71 Sandoy (S)     | 27 | 6  | 3 | 18 | 23     | 85     | −62   | 21  | Spadek do 2. deild   |